# BKK Salzgitter
Die BKK Salzgitter ist eine deutsche gesetzliche Krankenversicherung aus der Gruppe der betriebsbezogenen Krankenkassen mit Sitz in Salzgitter (Niedersachsen). Versichern können sich ausschließlich Mitarbeiter des Trägerunternehmens und deren Angehörige. Ihren Ursprung hat die Kasse im Unternehmen Salzgitter AG.
Der kassenindividuelle Zusatzbeitrag betrug von Januar bis Ende März 2025 2,8 % des beitragspflichtigen Einkommens. Ab April desselben Jahres erhebt die BKK einen Zusatzbeitrag von 3,5 %.

## Weblink
- Offizielle Website